# Белль Дельфин
Белль Де́льфин (англ. Belle Delphine; настоящее имя — Мэ́ри-Белль Ки́ршнер; англ. Mary-Belle Kirschner, род. 23 октября 1999, Кейптаун) — английская интернет-знаменитость, модель и порноактриса. Стала известна благодаря фотографиям в Instagram. Оказала влияние на субкультуру E-girls.

## Ранние годы
Мэри-Белль Киршнер родилась в Южной Африке 23 октября 1999 года. Жила в Кейптауне. После того как её родители развелись, переехала вместе с мамой в Англию в город Лимингтон (Гэмпшир). Оставила школу в 14 лет из-за травли. Лечилась от депрессии. Работала официанткой, няней и бариста. Публиковала фотографии с косплеем на своей странице в Facebook. Позже эти ранние снимки она удалила из интернета, поскольку, по её словам, они были низкого качества.

## Известность
В 2015 году Белль Дельфин зарегистрировала аккаунт в Instagram. В июле 2016 года завела аккаунт на YouTube, куда в августе загрузила видео с туториалом по макияжу. В 2018 году начала регулярно выкладывать фотографии в Instagram. Для фото часто использовала такие аксессуары как розовые парики, чулки и кошачьи ушки. Регулярно загружала фотографии с косплеем, например, Харли Квинн или D.Va из Overwatch. В марте 2018 года завела аккаунт на Patreon, где её поклонники могли получить доступ к «непристойным» фотографиям. Начала публиковать в Instagram фотографии с ахэгао. Число подписчиков в Instagram у неё выросло с 850 000 в ноябре 2018 года до 4,2 миллионов в июле 2019 года.
В июне 2019 года Белль Дельфин сделала пост в Instagram, в котором пообещала создать аккаунт на Pornhub, если этот пост наберёт 1 миллион лайков. Пост быстро набрал более 1,8 миллиона лайков и, как и было обещано, Белль создала аккаунт на порносайте, на который загрузила 12 видео. Все эти видео были троллингом. Они имели провокационные заголовки, однако ничего откровенного в них не было. Из-за этого видео получили большое количество дизлайков. В Pornhub позже сообщили, что видео Белль Дельфин — самые заминусованные на сайте. В 2019 году на Pornhub Awards она победила в номинации «Лучшая знаменитость». В этом году поисковый запрос «Belle Delphine» стал четвёртым по популярности среди всех запросов на Pornhub и первым, если считать только запросы с поиском конкретных людей.
1 июля 2019 года Белль запустила свой онлайн-магазин, где, в том числе, продавался такой продукт, как «GamerGirl Bath Water». В описании значилось, что это вода, в которой Белль принимала ванну. Данная вода была оценена в $30 и была распродана за три дня. Дельфин рассказала, что идея продавать такую воду пришла к ней из-за постоянных комментариев поклонников, где они писали, что готовы пить воду из её ванны. Позже Белль сделала уточнение, что данная вода не предназначена для питья. Вода из ванной породила множество мемов и вызвала полемику в СМИ. Одни публикации высмеивали наивность фанатов Белль, другие, наоборот, восхищались её маркетинговой смекалкой.
19 июля 2019 года аккаунт Белль Дельфин в Instagram был заблокирован. Пресс-секретарь социальной сети сообщил, что её аккаунт нарушил правила сообщества, хотя конкретное нарушение указано не было. На момент блокировки аккаунт Белль имел более 4,5 миллионов подписчиков. В течение лета девушка продолжала появляться на Patreon и в Twitter, однако с конца августа стала практически неактивна в своих социальных сетях. В ноябре она загрузила видео на YouTube и пропала.
Белль Дельфин в коллаборации с Senzawa вернулась в социальные сети в июне 2020 года, загрузив на YouTube музыкальный клип, пародирующий песню «Gooba» американского рэпера 6ix9ine. Видео по сути рекламировало её новые аккаунты в Instagram, TikTok и OnlyFans. Позже в TikTok она была заблокирована. В сентябре Дельфин загрузила на YouTube клип на песню Doll.ia «Plushie Gun». 20 ноября её YouTube-канал был заблокирован «из-за многочисленных или серьёзных нарушений политики YouTube в отношении наготы или сексуального контента». К этому моменту канал имел около 1,8 миллиона подписчиков и 78 миллионов просмотров. Эта блокировка вызвала возмущение со стороны аудитории YouTube. Сайт был обвинён в двойных стандартах по отношению к независимым создателям контента, поскольку у сайта нет претензий к вульгарным видеоклипам знаменитостей, например, к «WAP» Карди Би и Megan Thee Stallion или к тому же «Gooba» 6ix9ine. Вскоре канал был восстановлен. Его блокировку на YouTube объяснили «ошибкой со стороны проверяющей команды».
The Spectator и Business Insider сообщили, что Белль зарабатывает порядка 1,2 миллиона долларов в месяц за счёт страницы на OnlyFans. Белль начала публиковать откровенный контент в своём Twitter-аккаунте, а 25 декабря 2020 года загрузила на OnlyFans видео, на котором занималась сексом со своим парнем.

## Отношение и образ

Белль Дельфин показывает ахэгао

Различные издания, включая Business Insider, The Cut, Kotaku и Polygon, описывают её как «интернет-тролля». Некоторые из этих изданий также утверждают, что её эротический контент делался скорее в ироничном и сатирическом ключе. Джеймс Кук из The Telegraph описал Дельфин как «девушку, которая нашла способ использовать навязчивую, сексуализированную интернет-культуру, чтобы заработать огромные суммы денег».
Образ Белль Дельфин тесно связан с молодёжной интернет-субкультурой E-girls. Business Insider назвал её «символом первой волны E-girls». Также её образ тесно связан с образом «девушки-геймера». Business Insider поставил Дельфин в 2019 году на 89-е место в своём списке UK Tech 100. В список вошли самые интересные, по мнению издания, инновационные и влиятельные люди, формирующие британскую технологическую сцену.
Из-за того, что Белль Дельфин в своём контенте использует темы из японской поп-культуры, её обвиняли в расизме и культурной апроприации. Также Белль обвиняли в эротизации молодых девушек и извлечении из этого выгоды.